# West Bank Story
Pour plus de détails, voir Fiche technique et Distribution.
West Bank Story est un court métrage américain réalisé par Ari Sandel, sorti en 2005.

## Synopsis
Le film commence par une scène dans laquelle les Palestiniens et les Israéliens claquent des doigts, semblable à la scène d'ouverture de West Side Story.
Les deux chef de clan rentrent dans leur commerce et parlent de leurs propre commerce de falafel familial, le Hummus Hut (« Notre peuple doit être nourri ») et le Kosher King (« Notre peuple doit être servi »).
Pendant la journée, Fatima, une employée de Hummus Hut et David, lié à Kosher King, rêvent l'un à l'autre (When I see Him).
Fatima va ensuite donner à un client son repas qu'il a oublié.
Elle a la chance de rencontrer David, quand tous deux se rendent compte qu'ils s'aiment.
De retour au magasin, Fatima s'aperçoit que les Israéliens ont construit une grande machine qui empiète sur leur propriété.
Le chef de Hummus Hut jette une pierre dans la machine, ce qui la fait tomber en panne, provoquant un affrontement entre les deux familles (y compris David et Fatima).
Ariel, la chef du Kosher King, décide qu'il va construire un mur.
Après leur départ, David et Fatima restent et David dit qu'il prévoit de venir ce soir au balcon de Fatima.
La construction commence, et les Palestiniens échafaudent un plan pour y mettre fin de façon brutale (We're Gonna Build It).
Comme prévu, David se rend à la maison de Fatima (This Moment Is All We Have), désireux de l'embrasser, mais Fatima refuse, affirmant qu'il ne fera qu'envenimer les choses.
Ils tentent d'arrêter le combat. La famille de Fatima découvre qu'ils sont amoureux.
La dispute qui s'ensuit provoque un incendie, brulant la totalité du commerce.
David va mettre en garde les Israéliens, qui célèbrent l'incendie, jusqu'à ce que le Kosher King prenne feu à son tour. Alors que sa famillee se réjouit, Fatima fait remarquer à tout le monde qu'ils ne font que se pourrir la vie.
Le lendemain matin, les clients du falafel qui attendent ne sont pas conscients de l'incendie, et veulent manger.
Ahmed et Ariel n'ont rien, mais David et Fatima récupèrent les débris ainsi qu'une partie de la nourriture restante, une sorte de fusion des deux stands de falafel.
Après les autres travaillent, David embrasse Fatima.
À la toute fin, Fatima demande ce qui se passera si leurs familles ne peuvent pas arrêter de se battre.
David dit qu'il va l'amèner à un endroit appelé… Beverly Hills, faisant allusion à There's a Place for Us dans West Side Story.

## Fiche technique
- Titre : West Bank Story (sous-titré Bandes de Gaza en Français)
- Titre original : West Bank Story
- Réalisation : Ari Sandel
- Scénario : Kim Ray et Ari Sandel
- Producteur : Bill Boland, Ashley Jordan, Amy S. Kim, Ravi Malhotra, Ari Sandel, Pascal Vaguelsy
- Photo : Gavin Kelly
- Budget : 74 000 $
- Langue : anglais
- Musique : Yuval Ron
- Genre : Comédie musicale
- Dates de sortie :
  -  États-Unis : 20 janvier 2005 (première au Festival du film de Sundance)

## Distribution
- Noureen DeWulf : Fatima
- Ben Newmark : David
- Joey Naber : Ahmed
- A.J. Tannen : Ariel
- Haguy Wigdor : Ruvik
- Shareef Abrams : Mahmoud
- Oren Rehany : Uri
- Nicholas Massouh : Mustafa
- Will Greenberg : Shlomo
- Keith Lal : Mohammed
- Assaf Cohen : Menorah Mickey
- Ramon Del Barrio : Bruce
- Daniella Diezba : Ludmilla
- Anita Vasan : voix de Fatima

## Autour du film
West Bank Story est une comédie musicale, réalisée par Ari Sandel, coécrit par Sandel et Kim Ray, produit par Pascal Vaguelsy, Amy Kim, Ashley Jordan, Ravi Malhotra, et la chorégraphie de Ramon Del Barrio.
Le film est une parodie de la comédie musicale West Side Story, qui à son tour est une adaptation de Roméo et Juliette, qui à son tour est l'adaptation de Pyrame et Thisbé.
Le film suit l'histoire d'amour entre les enfants des propriétaires de restaurants falafel rivaux, l'un israélien et l'autre palestinien, nommés respectivement le roi casher et la cabane Houmous, en Cisjordanie.
Le film met en vedette Ben Newmark qui joue le soldat de Tsahal, Noureen Dewulf la caissière palestinienne, AJ Tannen le propriétaire du restaurant israélien et Joey Naber comme son rival palestinien.
La première du film a eu lieu au Festival de Sundance 2005, et a été projeté lors de nombreux festivals de cinéma à travers le monde, remportant plusieurs prix. En 2007, lors de la 79e cérémonie des Oscars, il a remporté l'Oscar dans la catégorie meilleur court-métrage en prises de vues réelles.

## Récompenses
- Cérémonie des Oscars : Oscar du meilleur court métrage en prises de vues réelles 2006
- Now Film Festival : Finaliste
- Indianapolis International Film Festival : Prix d'audience - Meilleur court-métrage
- Malibu Film Festival : Prix spécial du jury - Meilleur court-métrage de fiction
- Method Fest : Mention Spéciale
- Stony Brook Film Festival : Grand Prix du Festival